# トム・キャリントン (イラストレーター)
フランシス・トーマス・ディーン・キャリントン（Francis Thomas Dean Carrington、1843年11月17日 - 1918年10月9日）は、豪州植民地出身のジャーナリスト、政治漫画家、およびイラストレーターである。
イングランドのロンドンで生まれたキャリントンはシティ・オブ・ロンドン・スクールで教育を受けた。初めての授業でジョージ・クルックシャンクから線画の教えを受け、サウス・ケンジントン課程を修了した。パターノスター・ロウ通りにあるクラーク社でデッサンを開始し、トマス・メイン・ライドの小説の表題紙の挿絵が彼の初作品となった。
1860年代にオーストラリアを訪れたキャリントンはウッズポイント、ジェリコ、ジョーダン川やクルックド川の採掘現場での経験を積んだ後、1866年にメルボルン・パンチに参加し、画家のニコラ・シュヴァリエやO. R. キャンベルの後任に抜擢された。21年に渡ってメルボルン・パンチと関係を持ち、ダーリン騒動や「ベリーブライト」における刺激的な時間を通してずっと主要な風刺漫画や多くの小規模街区を描いた。メルボルン・パンチがジ・ブレティンと合併した際にメルボルン・パンチを去ったキャリントンはメルボルンのオーストラレシアン・スケッチャー・ウィズ・ペン・アンド・ペンシルに参加した。
ビクトリア州 トゥーラックで亡くなったキャリントンは妻のドーラ（旧姓: クロ―ゼン）との間に2人の娘をもうけた。